# 陳士杰 (舉重運動員)
陳士杰（1989年11月27日—），中華民國男子舉重運動員，生於臺灣省屏東縣牡丹鄉，為排灣族人。2010年，在廣州亞運中以401公斤夺得男子105公斤以上级举重第5名。2011年在世锦赛男子105公斤以上級比賽中獲得第十三名。
2012年，陈士杰獲選2012年夏季奧林匹克運動會中華台北代表團掌旗官，並在男子105公斤以上級以抓舉182公斤、挺舉236公斤破全國紀錄，名列該場比賽決賽第十名。是台灣史上首位挑戰奧運舉重男子105公斤以上級的力士。
2019年12月，因國際舉重總會藥檢時發現違禁物質，有可能違反禁藥管制規定，處以暫時停賽。